# Laura Ranwell
Laura Ranwell (Johannesburg, 13 dicembre 1941) è una nuotatrice sudafricana.
Specializzata nel dorso, ha partecipato ai Giochi di Roma 1960, gareggiando nei 100m dorso.